# Буковик (Бреза)
Буковик је насељено мјесто у Босни и Херцеговини у Општини Бреза које административно припада Федерацији Босне и Херцеговине. Према попису становништва из 1991. у насељу је живјело 758 становника.

## Становништво
| Националност       | 1991.        | 1981.        | 1971.        |
| Муслимани          | 753 (99,34%) | 663 (96,08%) | 683 (99,12%) |
| Срби               | 0            | 1 (0,14%)    | 0            |
| Хрвати             | 0            | 0            | 0            |
| Југословени        | 1 (0,13%)    | 26 (3,76%)   | 2 (0,29%)    |
| остали и непознато | 4 (0,52%)    | 0            | 4 (0,58%)    |
| Укупно             | 758          | 690          | 689          |